# Nitro-spojevi
Nitro-spojevi (razgovorno ponekad nitro) su organski spojevi koji sadrže nitro-skupinu, –NO2, vezanu izravno za ugljikov atom, na primjer nitrometan, H3C–NO2. Dobivaju se (nitracija), dok njihovom redukcijom, obično željeznom piljevinom u nazočnosti solne kiseline, nastaju amini. Nitroceluloza i nitroglicerin, koji sadrže nitro-skupinu vezanu za ugljikov atom preko kisika, nisu nitro-spojevi, nego nitrati, pa se ispravno nazivaju celulozni nitrat, odnosno glicerol-trinitrat.  Nitro-spojevi se rijetko nalaze u prirodi, a gotovo uvijek ih se dobiva kemijskom reakcijom nitriranja s dušičnom kiselinom.

## Nitro-bojila
Nitro-bojila su aromatski amini ili fenoli koji sadrže u o- ili p-položaju jednu nitro-grupu ili više njih. Dobivaju se djelovanjem dušične kiseline na fenole, naftole, diazotirane aromatske amine ili diarilamine, djelovanjem aromatskih amina na aromatske klor-nitro-derivate i, konačno, kondenzacijom nitro-amina s formaldehidom. Tako na primjer 1 -naftol-2,7-disulfonska kiselina daje nitriranjem 2,4-dinitro-l-naftol-7-sulfonsku kiselinu, čija je natrijska sol naftol žuta S, C.I. 10316. Kondenzacijom p-aminofenola s 2,4-dinitroklorbenzenom nastaje C.I. 10345 (njem. Cellitonechtgelb RR). Slično nastaje iz 2,4-dinitroklorbenzena i 4-aminodifenilaminsulfonske kiseline C.I. 10385 (njem. Amidogelb E). Kondenzacijom 4-klor-2-nitranilina s formaldehidom priprema se C.I. 10325 (njem. Litholechtgelb GG). Nitro-bojila koja sadrže sulfonske grupe –SO3H upotrebljavaju se za bojanje životinjskih vlakana. Nesulfurirani nitro-diaril-amini su disperzijska bojila za polusintetička i sintetička vlakna. Neka nesulfurirana nitro-bojila su pigmenti. Nijanse nitro-bojila su od žute preko narančaste do smeđe. Tržišno ta bojila nisu od velikog značenja.

### Slike
|                                                                                |                        |                        |
| Nitro-bojilo dobiveno iz pikrinske kiseline (Tehničko sveučilište u Dresdenu). | Primjeri nitro-bojila. | Primjeri nitro-bojila. |

## Vanjske poveznice
|  | Zajednički poslužitelj ima još gradiva o temi Nitro-spojevi |